# Ludovic Chaker
Pour les articles homonymes, voir Chaker.
Ludovic Chaker, né le 15 juillet 1979 à Saint-Jean-du-Bruel (Aveyron), est un homme politique français. Il exerce la fonction de directeur, adjoint « anticipation stratégique » au délégué général pour l'armement au ministère des Armées, depuis le mois d'octobre 2022.

## Biographie

### Jeunesse et formation
Ludovic Chaker grandit à Saint-Jean-du-Bruel, un village de l'Aveyron entre Causses et Cévennes, région rocheuse dans la vallée de la Dourbie.
Après une année de terminale à Nice et une formation dans un temple shaolin, il obtient en 2002 un diplôme de chinois et de relations internationales à l'Institut national des langues et civilisations orientales et contribue à plusieurs ouvrages sur la Chine moderne, comme un chapitre sur les arts martiaux dans Shanghai - Histoire, promenades, anthologie et dictionnaire, dirigé par Nicolas Idier.
Il est reçu au CELSA, où il suit le programme management interculturel tout en poursuivant des études de science politique à l'université Paris-Nanterre (2003-2004), puis à l'Institut d'études politiques de Paris en gestion des ressources humaines et en affaires publiques (2004-2007).
Afin de financer ses études, il est tour à tour hôte d’accueil, mannequin, agent de sécurité et testeur de jeux vidéo. 

## Carrière
Il mène une carrière au carrefour du renseignement militaire, des affaires publiques et académiques, et de la politique.

### Carrière en affaires publiques et académiques
Recruté par le ministère des Affaires étrangères pour le consulat général de France à Shanghai, il est responsable (de 2007 à 2009) du développement de la coopération universitaire entre la Chine et la France. 
À son retour en France, il travaille comme directeur de cabinet du maire de Joué-lès-Tours, ville dont il est également élu, avant d'être nommé par Richard Descoings responsable des relations extérieures de Sciences Po Paris pour l'Asie, le Pacifique, l'Afrique et le Levant.
Il est candidat divers gauche en 2012 aux élections législatives dans la onzième circonscription des Français établis hors de France, couvrant 49 pays en Europe orientale, Asie orientale, Océanie. Menant campagne en « candidat 2.0 » indépendant, il obtient 1,99 % des suffrages au premier tour.
Il crée ensuite une société de conseil, Ooda consulting. Le sigle fait référence à quatre phases (Observer, s'orienter, décider, agir) de la boucle OODA, utilisée notamment par les forces spéciales.

### Carrière politique
En 2015, il s'engage auprès d'Emmanuel Macron et devient premier secrétaire général d'En marche!, puis secrétaire général adjoint et coordinateur des opérations de campagne en vue de l'élection présidentielle de 2017. Il est souvent considéré comme l'un des membres de la garde rapprochée du candidat et surnommé le « ninja », notamment expert dans la gestion des risques et la protection des grands rassemblements du mouvement. Il est à ce titre considéré comme une pièce maîtresse du mouvement présidentiel.
Après l'élection d'Emmanuel Macron, il est nommé chargé de mission auprès du chef d’état-major particulier du président de la République, chargé notamment de la coordination de l'état-major avec les différents pôles de l'Élysée et des études et analyses stratégiques,. La presse évoque sa proximité professionnelle avec Alexandre Benalla, qu'il a lui-même embauché juste avant la campagne présidentielle de 2017, faisant le parallèle avec « Malotru », personnage de la série Le Bureau des légendes, trait renforcé par le fait qu'il parle également couramment arabe, à la suite notamment d'un séjour au Caire. En mai 2020, les deux hommes rencontrent de manière informelle l'homme d'État Umaro Sissoco Embaló, président de la République de Guinée-Bissau, qui les qualifie de « jeunes frères ».
À la suite de la nomination d'un nouveau chef d'état-major particulier du président de la République, le 7 juillet 2020, il devient conseiller du président de la République sur les questions stratégiques de défense et de sécurité, jusqu'en octobre 2022.

### Carrière militaire et distinctions

#### Adjoint au délégué général pour l'armement
Il est nommé directeur, adjoint « anticipation stratégique » au délégué général pour l’armement, sur proposition du ministre des armées, en Conseil des ministres, le 5 octobre 2022,.
Il est décrit[Par qui ?] comme « trop civil pour les militaires, trop militaire pour les civils ».

#### Officier
Officier dans la réserve opérationnelle du corps des officiers des armes depuis 2004, il y est promu régulièrement et devient ainsi :
- Lieutenant en 2006[25]
- Capitaine en 2011[26]
- Commandant en 2018[27].

Il suit en 2013 le stage de l’École supérieure des officiers de réserve spécialistes d'état-major (ESORSEM), rattachée à l'École de guerre.
Il est par la suite affecté comme officier réserviste auprès du Commandement des opérations spéciales (COS), au bureau « J9 » chargé des actions civilo-militaires, avant d'entrer au 44e régiment d'infanterie, une unité traditionnellement rattachée à la direction générale de la sécurité extérieure (DGSE).
En 2020, parmi plusieurs officiers de gendarmerie, il devient auditeur à l’Institut des hautes études de Défense nationale (IHEDN).
Titulaire de décorations au titre de son engagement dans la réserve, il obtient entre autres les médailles suivantes :
- Médaille de la Défense nationale, échelon bronze[18]
- Médaille des services militaires volontaires[34].

### Arts martiaux et yoga
Ludovic Chaker se forme au kung-fu auprès de maître Liang Chaoqun,, représentant du « style naturel » (Zi ran men) de la discipline, avant de l'enseigner puis de devenir l'un des dirigeants de l'association Wan Laisheng en France et de publier divers ouvrages sur l'histoire des arts martiaux,. Il enseigne également le yoga.

## Crédit d'auteurs
- (en) Cet article est partiellement ou en totalité issu de l’article de Wikipédia en anglais intitulé « Ludovic Chaker » (voir la liste des auteurs).